# Cylindropsyllus ibericus
Cylindropsyllus ibericus is een eenoogkreeftjessoort uit de familie van de Cylindropsyllidae. De wetenschappelijke naam van de soort is voor het eerst geldig gepubliceerd in 1993 door Huys & Willems.